# Kahlenberg (Wipperfürth)
Kahlenberg ist eine Hofschaft von Wipperfürth im Oberbergischen Kreis im Regierungsbezirk Köln in Nordrhein-Westfalen (Deutschland).

## Lage und Beschreibung
Kahlenberg liegt im Nordosten von Wipperfürth an der Stadtgrenze zu Halver. Nachbarorte sind Schwelmersiepen, Auf der Bever, Hohenplanken, Stöcken und Hohenbüchen. Der Böckersiepen und der Schwelmersiepen entspringen nahe der Hofschaft und münden bei Schwelmersiepen in die Bever.
Zu erreichen ist die Hofschaft vom Halveraner Stadtgebiet aus über die Kreisstraße K13.

## Geschichte
In der Karte Topographische Aufnahme der Rheinlande von 1825 ist eine Hofschaft Kahlenberg mit dem Namen „Kaltenberg“ bezeichnet. Erst ab der Preußischen Uraufnahme von 1840 bis 1843 lautet die Ortsbezeichnung Kahlenberg.
Die an Kahlenberg in knapp 200 m vorbeiführende Kreisstraße K13 hatte bereits in vorgeschichtlicher Zeit (Jungsteinzeit) ihren Ursprung, wenn auch nur als „Trampelweg und Urpfad“. In der sächsisch-fränkischen Zeit ab dem 7. Jahrhundert erlangte sie Bedeutung im Fernverkehr, die sich erst im 18. Jahrhundert wieder auf regionale Bedeutung reduzierte.

## Busverbindungen
Auf Wipperfürther Stadtgebiet befindet sich die nächstgelegene Haltestelle in Hohenbüchen, die von der Linie 337 (VRS/OVAG) bedient wird. Die Haltestelle in Halver Hohenplanken bedient die Linie Stadtbus 293 und die Linie 3 des Bürgerbus Halver e. V.